# Воздвиженка (Липецкая область)
Воздви́жёнка — деревня Набережанского сельсовета Воловского района Липецкой области.

## История
По данным 1778 г. — деревня Здвиженская, 5 дворов.

## Название
Название — по приходу Воздвиженской церкви (такой приход, видимо, был на прежнем месте жительства крестьян, основавших деревню).

## Население
| 2010 | 2012 |
| ---- | ---- |
| 72   | ↘66  |